# A Boy Like That
"A Boy Like That/I Have A Love" è una canzone dal musical di Broadway del 1957 West Side Story, con musiche di Leonard Bernstein e testi di Stephen Sondheim.

## Descrizione
Nel musical, la canzone è cantata dai personaggi Anita e Maria. Per la registrazione originale del cast di Broadway, la canzone è stata eseguita da Chita Rivera (Anita) e Carol Lawrence (Maria). Nella versione cinematografica del 1961 i ruoli furono interpretati da Rita Moreno e Natalie Wood, ma le canzoni furono doppiate da Betty Wand e Marni Nixon (sia Anita che Maria). Tuttavia la ripetizione delle due strofe, cantata da Anita, insieme al contrappunto di Maria in sua difesa, è stata omessa a causa della complessità della canzone, oltre che per evitare la ripetizione, che avrebbe rallentato il ritmo del film.
Nel 2010, Lin-Manuel Miranda e Raúl Esparza hanno eseguito la canzone a Broadway Backwards, una rassegna annuale di Broadway Cares/Equity Fights AIDS con melodie cantate da generi diversi. Miranda ha interpretato Anita, mentre Esparza ha interpretato Maria.

## Versione di Selena
Il 2 aprile 1996 la cantante statunitense Selena ha pubblicato il singolo A Boy Like That, con etichetta EMI.

### Lista tracce
Album US remixes di Selena.
1. A Boy Like That (Radio Edit 1) – 4:06
2. A Boy Like That (Radio Edit 2) – 4:06
3. A Boy Like That (Original Edit) – 3:28
4. A Boy Like That (Extended Remix) – 8:14
5. A Boy Like That (Guitar Mix) – 4:54
6. A Boy Like That (Dub Mix) – 8:40
7. A Boy Like That (Tribal Mix) – 7:13
8. A Boy Like That (Original Full Version) – 5:51